# إيي يو سي (فلم)
إي.يو.سي فيلم مصري إنتاج عام 2011.

## القصة
تدور أحداث الفيلم حول مجموعة من الشباب الذين يقومون بإنشاء جامعة خاصة بعد فشلهم في الحصول على مجاميع مرتفعة بالثانوية العامة، ثم يكشفون من خلال هذه الجامعة الكثير من الأخطاء والمعوقات في النظام التعليمي في مصر، التي تؤثر حتى على حياتهم الشخصية.

## شخصيات الفيلم
- محمد سلام في دور «إيهاب».
- عمرو عابد في دور «محمد فكري».
- ملك قورة في دور «ريم»
- كريم قاسم في دور «عمر».
- لطفى لبيب في دور «جدو».
- فريد النقراشي في دور «القهوجي وحيد التمخ».
- منة عرفة في دور «أخت إيهاب».
- بدرية طلبة في دور «والدة إيهاب».
- أحمد حلاوة في دور «والد إيهاب».
- سامي مغاوري في دور «والد عمر».
- حنان يوسف في دور «والدة عمر».
- أحمد فؤاد سليم في دور «المحامي».
- ياسر علي ماهر في دور «القاضي».
- أحمد الحلوانى في دور «إمام المحامي».
- نادية رفيق في دور «جدة محمد».

## أسرة العمل في الفيلم
- إخراج: أكرم فريد
- إنتاج: محمد أسامة
- قصة: عمر جمال (كاتب)
- موسيقي: عمرو إسماعيل

## روابط خارجية
- مقالات تستعمل روابط فنية بلا صلة مع ويكي بيانات